# Louis Jacolliot
Louis Jacolliot, född 1837 i Charolles, död 1890 i Saint-Thibault-des-Vignes, var en fransk författare och indolog. Han var själv under många år bosatt i Indien och på andra håll i Asien. Bland hans arbeten finns en översättning av Manus lagbok till franska. Jacolliot citeras i Helena Blavatskys Isis Unveiled.